# 调性
调性（Tonality）是一系列音高或和弦在音乐作品里呈现的从属感觉，尤其他们之间的相对稳定性、引力和指向性差异。在这个从属排序里，一个特殊的音高或者三和弦最为稳定，它叫作主音。调的命名取之主音和弦的根音。因此，C大调里，C音即是音阶的主音也是主音和弦（如果非转位）的根音。如果主音是音阶里的另一个音，那么这样的作品被认为用了音阶的另一个调式。

## 参阅
- 无调性
- 音阶